# Snoghøj
Snoghøj is een plaats in Denemarken in de gemeente Fredericia, in de regio Zuid-Denemarken op Jutland. 
Snoghøj ligt aan de Kleine Belt. Over dit water bevindt zich tussen Snoghøj en Middelfart op het eiland Funen de Oude Kleine Beltbrug (Gamle Lillebæltsbro) uit 1935. Snoghøj was vroeger een onafhankelijke stad, maar is thans bij Fredericia gevoegd. De plaats telt ongeveer 3.000 inwoners. Snoghøj is bekend om zijn hogeschool. 
Er zijn gemiddeld 16 sneeuwdagen en 97 regendagen per jaar. In de winter bedraagt de gemiddelde temperatuur ongeveer 3 graden Celsius, in de zomer 16 graden Celsius.

## Etymologie
Rond de afkomst van de naam Snoghøj is er geen duidelijkheid. Er is een theorie die zegt dat Snoghøj oorspronkelijk Snofar heette, waarbij far staat voor "oversteekplaats", zoals in Melfar (Middelfart). De naam "Snoghøj" bevat echter "høj", een woord voor "heuvel" in het Deens. Dikwijls heeft het voorkomen van "høj" in een plaatsnaam te maken met een grafheuvel (gravhøj). De naam Snoghøj zou echter niets te maken kunnen hebben met een grafheuvel, daar er ter plaatse geen grafheuvel gevonden is.
Erik Rønnebech heeft de idee geopperd dat er een overeenkomst zou zijn tussen het nabijgelegen Erritsø, dat van "Eriks-høj" afgeleid zou zijn en Snoghøj. Alhoewel er dus geen grafheuvel gevonden is, zijn er wel twee heuvels gevonden die voor het maken van lichtbakens gediend hebben: een in Snoghøj en een in Erritsø. Hierdoor denken sommigen aan een verband tussen deze heuvels. Verder is er nog een legende die verhaalt van inwoners van Vendsyssel (vendelboerne) die Knoet de Heilige achtervolgden. Knoet zou ter plaatse geaarzeld hebben voordat hij zijn vlucht naar Odense voortzette. Het woord "snobe" betekent "aarzelen" en dit zou ten grondslag kunnen liggen aan de naam Snoghøj.